# Saint-Pons (Ardèche)
Saint-Pons – miejscowość i gmina we Francji, w regionie Owernia-Rodan-Alpy, w departamencie Ardèche.
Nazwa miejscowości pochodzi od imienia św. Poncjusza z Cimiez.
Według danych na rok 1990 gminę zamieszkiwało 181 osób, a gęstość zaludnienia wynosiła 11 osób/km² (wśród 2880 gmin regionu Rodan-Alpy Saint-Pons plasuje się na 1445. miejscu pod względem liczby ludności, natomiast pod względem powierzchni na miejscu 683.).

## Populacja

Populacja Saint-Pons w latach 1962-2008